# Burecu
Burecu (武烈天皇; Burecu Tennó, 489 – 507) byl v pořadí 25. japonským císařem. S jistotou se k němu nedají přiřadit žádná konkrétní data. Ohledně datování jeho vlády a života se můžeme spoléhat pouze na dvě japonské historické knihy – Kodžiki a Nihonšoki, které nám říkají, že se narodil v roce 489 a zemřel 7. ledna 507 a že vládl v letech 498–506. Byl synem císaře Ninkena jeho manželky Kasuga no Óiracume no Kógó. Jeho vlastní jméno údajně je Ohacuse no Wakazasaki no Mikoto.
Kniha Nihonšoki líčí Bureca jako silného a zlého císaře, naproti tomu v knize Kodžiki o něm chybí jakýkoliv záznam. Císař zemřel bezdětný, jeho místo na Chryzantémovém trůně po jeho smrti zaujal císař Keitai, který prohlásil, že není synem žádného z předcházejících císařů, ale že je praprapravnukem císaře Ódžina. Někteří historikové věří, že Burecu byl posledním panovníkem první historicky doložené a známé dynastie japonských císařů a že Keitai založil dynastii novou.
| Japonští císaři    | Japonští císaři | Japonští císaři  |
| ------------------ | --------------- | ---------------- |
| Předchůdce: Ninken | 498–506 Burecu  | Nástupce: Keitai |